# SMS Grosser Kurfürst (1913)
SMS Grosser Kurfürst, eller Großer Kurfürst, var ett dreadnought-slagskepp i tyska Kejserliga Marinen. Hon var det andra fartyget av fyra i König-klassen, som hon bildade tillsammans med SMS König, SMS Markgraf och SMS Kronprinz. Bestyckningen utgjordes 10 stycken 30,5 cm kanoner i fem dubbeltorn, två i fören, två i aktern och ett midskepps mellan skorstenarna, och den sekundära bestyckningen av 14 stycken 15 cm kanoner i kasematter i skrovet.
Slagskeppet, som var döpt efter den "store kurfursten" Fredrik Vilhelm I av Brandenburg (tyska: Grosser Kurfürst), byggdes på Germaniawerft i Kiel och sjösattes den 5 maj 1913, med leverans till marinen den 30 juli året därpå. Grosser Kurfürst deltog i flera av högsjöflottans operationer under Första världskriget, däribland Skagerakslaget 1916. Efter krigsslutet 1918 internerades fartyget i den brittiska flottbasen Scapa Flow, där hon borrades i sank av sin egen besättning den 21 juni 1919, för att inte falla Ententemakternas händer. Vraket bärgades 1933 och skrotades i Rosyth i Skottland.